# 21 novembre 1694
 (juin 2023).
Le 21 novembre 1694 est le 325e jour de l’année 1694 du calendrier grégorien. Il s'agit d'un dimanche.

## Événements
- Naissance d'une des filles de Samuel Sewall, Sarah. Il y consacre de nombreuses pages dans son journal, notamment en raison de la dégradation de la santé de sa femme et des décès antérieurs de plusieurs de ses enfants[1]. Sarah décède deux ans plus tard en mai 1696. Cet événement purement familial, met en évidence un certain détachement à l'égard des mentalités puritaines[2].
- Naissance de Voltaire, de son vrai nom François-Marie Arouet.

## Art et culture
- La dramaturge néerlandaise Barbara Ogier crée L’Académie triomphante à l’ouverture de son nouveau bâtiment (Zeghenpraelende academie in de openinghe van haeren nieuwen Bouw). La pièce est dédiée au magistrat d’Anvers, à l’occasion de l’ouverture d’un nouveau bâtiment de l’école d’art [3].